# Sitno Wielkie
Sitno Wielkie – jezioro w północno-zachodniej Polsce, położone w województwie zachodniopomorskim, w powiecie myśliborskim, w gminie Myślibórz, na Równinie Pyrzyckiej, w dorzeczu Odry. 

## Hydrologia
Jezioro zajmuje powierzchnię 185,94 ha (1,605 km²), posiada pojemność 6 536,7 tys. m³ i linie brzegową o długości 9,81 km.
Wody jeziora zaliczane są do typu karpiowego. W badaniach z 2000 wody jeziora zakwalifikowano do III  klasy czystości i III  kategorii podatności na degradację.
Z jeziora wypływa Kanał Głęboki.
Według polskiego prawa wodnego jezioro leży w  regionie wodnym dolnej Odry i Przymorza Zachodniego – zarządzanym przez RZGW w Szczecinie należącym do dorzecza Odry.

## Geografia (położenie) i turystyka
Jezioro leży pomiędzy miejscowościami  Sitno i  Załęże, ok. 2km na zachód od drogi ekspresowej  S3. Od strony Załęża, wzdłuż południowego brzegu jeziora biegnie pieszy Szlak Równiny Wełtyńskiej i Pojezierza Myśliborskiego.
29 kwietnia 2013 Rada Powiatu w Myśliborzu zakazała używania jednostek pływających z silnikami spalinowymi na terenie jeziora.
Ok 600m na pd zach. od brzegu jeziora i ok. 1 km od zabudowań wsi Załęże znajduje się wyrobisko po opuszczonej w 2015  żwirowni, obecnie (2016 - 2020) wykorzystywanej przez amatorów  off roadu i  motocrossu.